# Königsberg (Schiff, 1929)
Die Königsberg war das Typschiff der drei Leichten Kreuzer der Königsberg-Klasse der Reichsmarine und ab 1935 der Kriegsmarine. Die anderen waren die Karlsruhe und die Köln. Nach dem gemeinsamen Anfangsbuchstaben aller drei Schiffsnamen wurden diese auch K-Kreuzer genannt.

## Geschichte

### Bau und Indienststellung
Die Königsberg wurde am 12. April 1926 auf der Reichsmarinewerft Wilhelmshaven auf Kiel gelegt, am 26. März 1927 vom Stapel gelassen und am 17. April 1929 in Dienst gestellt. Die Besatzung zählte, je nach Einsatz, zwischen 514 und 850 Mann.

### Sonderausstattung
Von 1937 bis 1939 hatte die Königsberg oberhalb der Brücke eine Bedienungskabine und die fest eingebaute „Matratze“ der Versuchsausführung eines Funkmessortungsgeräts (Radar). Dafür mussten in dieser Zeit die 2-cm-Einzellafetten auf dem oberen Brückenaufbau weichen.

### Einsatz
Nach einer Reihe von Auslandsfahrten in den 1930er Jahren, zuletzt Ende August 1935 nach Gdynia/Gdingen, dem wichtigsten polnischen Industriehafen und Marinestützpunkt, dann ab 1936 als Artillerieschulschiff nahm sie von November 1936 bis Ende Januar 1937 an der Küstenüberwachung Spaniens während des spanischen Bürgerkrieges teil. Ab Herbst 1937 Schulkreuzer der Torpedoschule. Das Schiff war für den Handelskrieg auf hoher See nur bedingt tauglich und wurde daher nach dem Beginn des Zweiten Weltkrieges erst als Schulschiff in der Ostsee und danach bei Minenoperationen in der Nordsee eingesetzt.
Im April 1940 nahm die Königsberg am Unternehmen Weserübung, der Besetzung Norwegens, teil und transportierte, zusammen mit ihrem Schwesterschiff Köln, dem Artillerieschulschiff Bremse, den Torpedobooten Wolf und Leopard und der 1. Schnellbootsflottille mit deren Begleitschiff Carl Peters Heerestruppen nach Bergen. Dabei konnte die Königsberg am 9. April 1940 einen versuchten Torpedoangriff des alten norwegischen Zerstörers Garm durch Artilleriefeuer abwehren, sodass die Garm abdrehen musste. Die Königsberg und die Bremse wurden jedoch bald darauf von norwegischen 21-cm-Küstenbatterien bei Kvarven im Byfjord beschädigt (nachdem deutsche Landungstruppen die dortige Torpedo-, nicht aber die Artillerie-Batterie eingenommen hatten) und waren dadurch gezwungen, im Hafen zu bleiben, als die anderen Schiffe des Verbandes die Heimreise nach Deutschland antraten.

### Versenkung
Nach einem erfolglosen Luftangriff am selben Tag griffen am 10. April 1940 15 britische Sturzkampfbomber vom Typ Blackburn Skua an und erzielten drei schwere Treffer auf der Königsberg. Die Treffer lösten schwere Brände und den Ausfall der elektrischen Einrichtungen aus. Der Angriff hatte zudem 18 Tote, 12 Schwerverwundete und 11 Leichtverwundete gekostet.
Das Schiff kenterte um 10.51 Uhr und sank am Skoltegrundkai im Hafen von Bergen. 1941 wurde das Wrack behelfsmäßig abgedichtet und kieloben in den Hafenteil Hagenaes geschleppt. Nach dem Abtrennen der noch unter Wasser liegenden Aufbauten wurde es in den Hafenteil Laksevaag weiter geschleppt. Dort wurde das Wrack am 17. Juli 1942 gehoben, aufgerichtet und dann als Pier für U-Boote verwendet.
Am 22. September 1944 kenterte die Königsberg ein zweites Mal. Sie wurde nach dem Krieg in Bergen abgewrackt.

## Kommandanten
| 17. April bis 19. Juni 1929               | Fregattenkapitän Wolf von Trotha                     |
| 24. Juni bis 2. September 1929            | Fregattenkapitän Robert Witthoeft-Emden              |
| 27. September 1930 bis 25. September 1932 | Fregattenkapitän Hermann Densch                      |
| 26. September 1932 bis 24. September 1934 | Fregattenkapitän / Kapitän zur See Otto von Schrader |
| 25. September 1934 bis 26. September 1935 | Fregattenkapitän / Kapitän zur See Hubert Schmundt   |
| 27. September 1935 bis 15. Februar 1937   | Fregattenkapitän / Kapitän zur See Theodor Paul      |
| 16. Februar 1937 bis 2. November 1938     | Kapitän zur See Robin Schall-Emden                   |
| 3. November 1938 bis 26. Juni 1939        | Kapitän zur See Ernst Scheurlen                      |
| 27. Juni bis 15. September 1939           | Kapitän zur See Kurt Caesar Hoffmann                 |
| 16. September 1939 bis 10. April 1940     | Kapitän zur See Heinrich Ruhfus                      |

## Bekannte Besatzungsangehörige
- Friedrich Kemnade (1911–2008), war von 1968 bis 1970, als Konteradmiral, Befehlshaber im Wehrbereich I in Kiel und deutscher Bevollmächtigter bei den Allied Forces Northern Europe
- Hans-Rudolf Rösing (1905–2004), war von 1962 bis 1965 als Konteradmiral Befehlshaber des Wehrbereichs I
- Robert Witthoeft-Emden (1886–1960), war von 1933 bis 1941 Marineattaché an der Deutschen Botschaft in Washington D.C. und Vizeadmiral der Kriegsmarine
- Karl-Adolf Zenker (1907–1998), war von 1961 bis 1967 zweiter Inspekteur der Marine

## Bilder

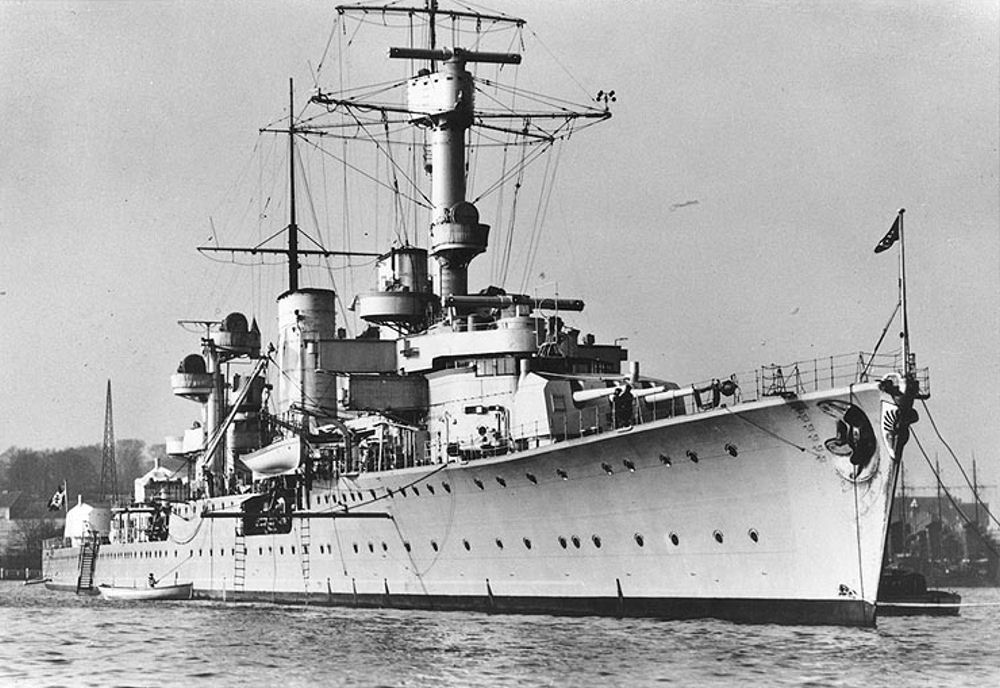
Die Königsberg vor Anker
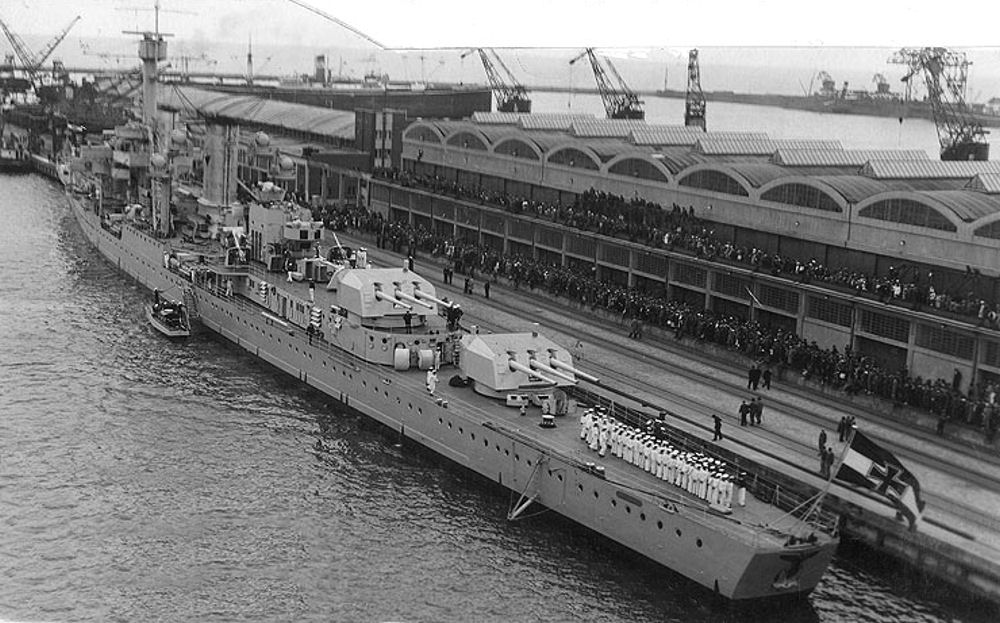
Die für die Königsberg-Klasse typischen versetzten Hecktürme
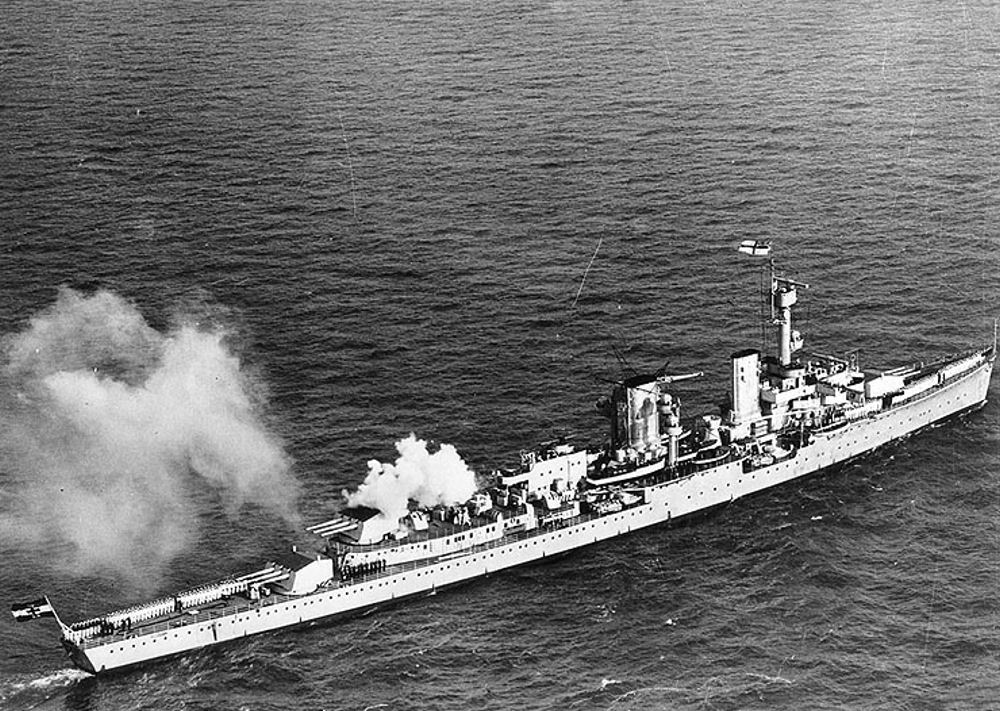
Die Königsberg (mit britischem Wimpel) beim Salut-Schießen
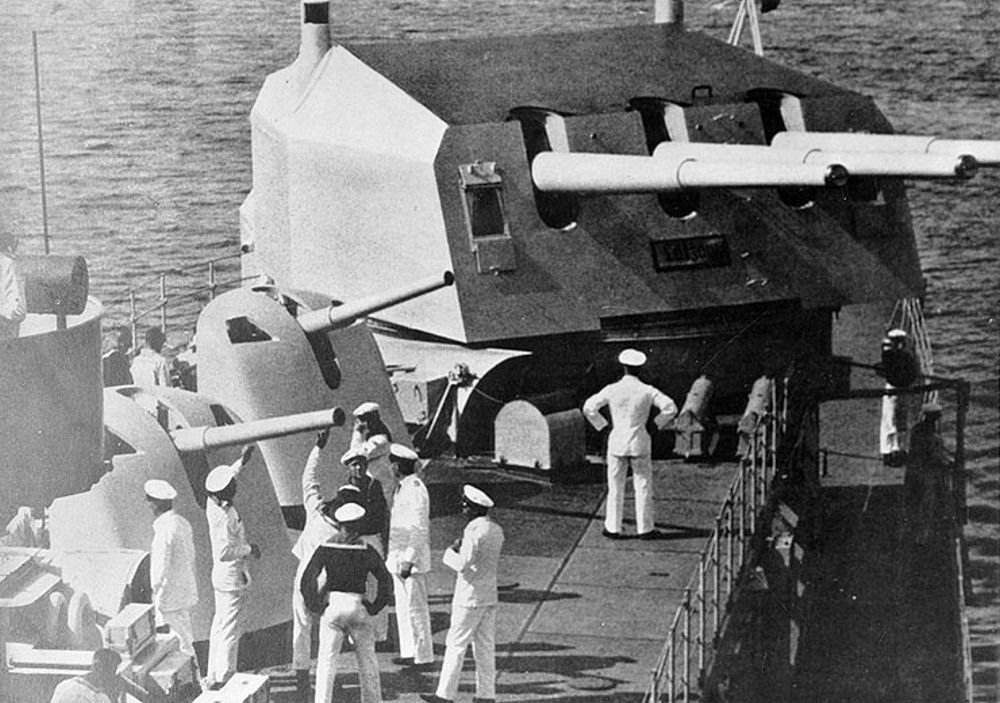
Zwei 8,8-cm-Flak vor dem ersten Heckturm